# Acantiza caragolet
L'acantiza caragolet (Acanthiza apicalis) és una espècie d'ocell de la família dels acantízids (Acanthizidae) que habita zones arbustives de la major part d'Austràlia.